# 冼村

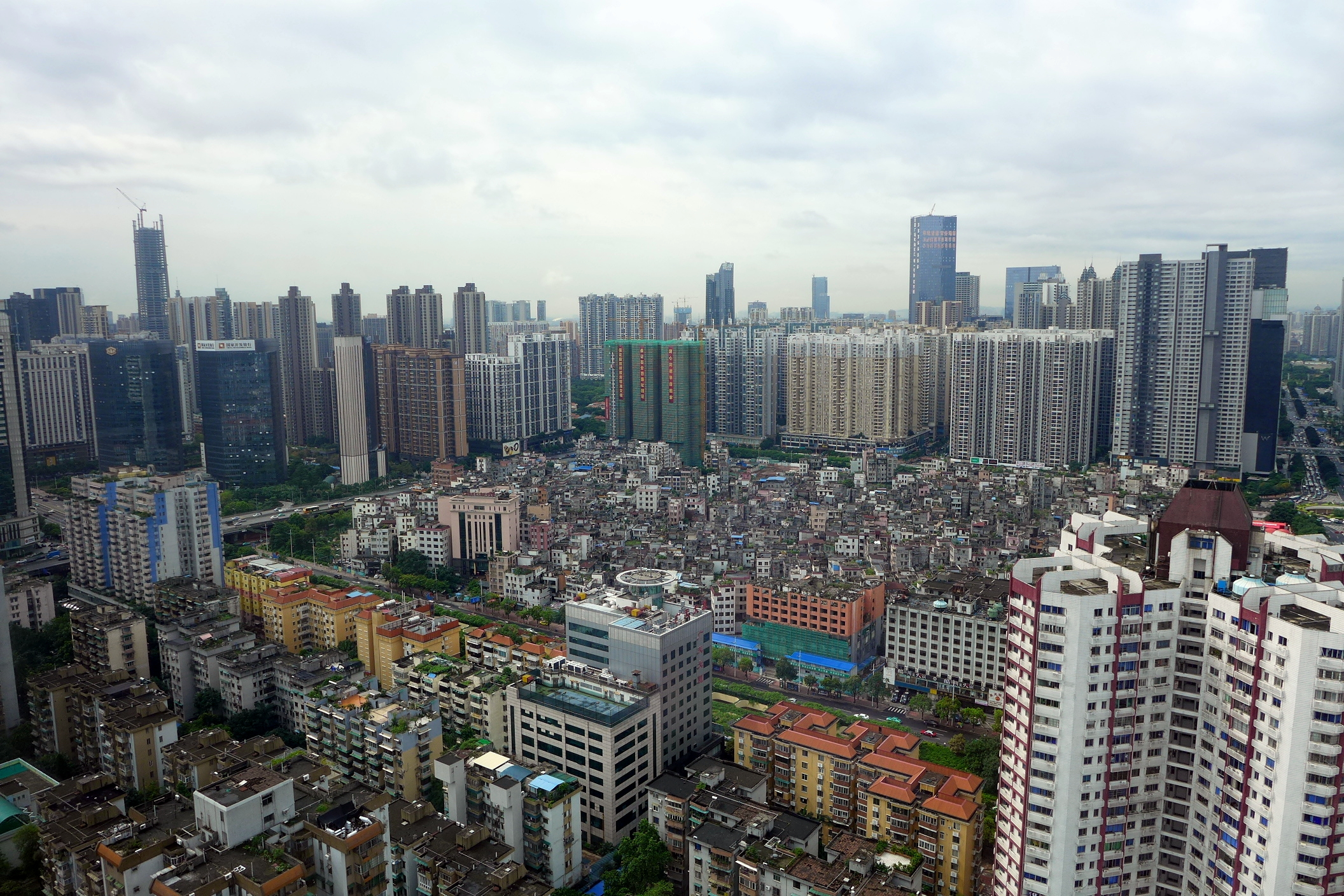
俯視珠江新城中的冼村

冼村是廣州的城中村，位於天河区珠江新城北部。村大姓是冼、盧、梁。

## 歷史

### 前期

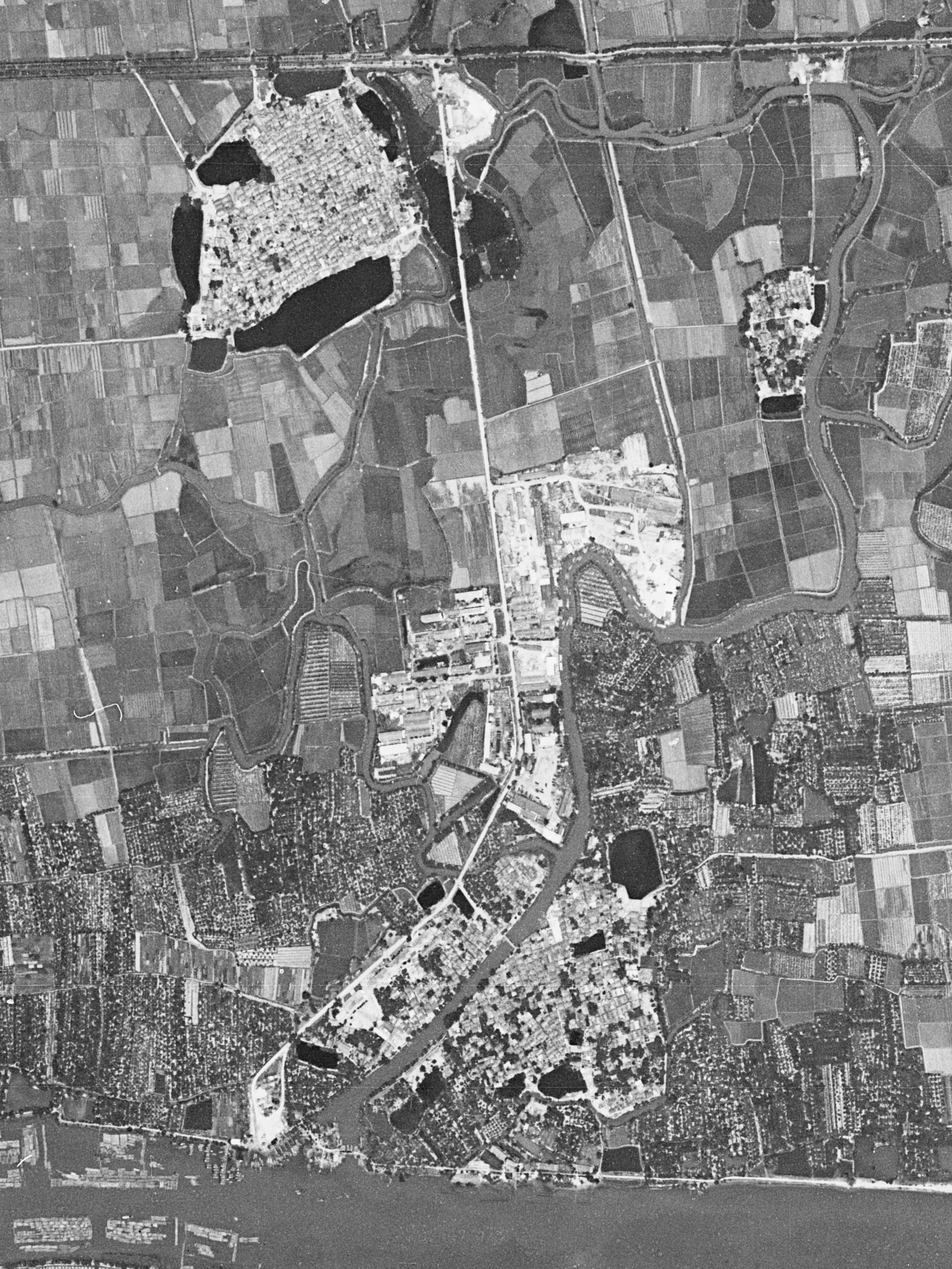
1966年冼村（左上）和猎德村（右下）卫星图

宋朝時冼村只有兩個小山崗，人稱「菖蒲二墩」（現接雲大街與西華坊），陳氏祖先陳公率先在菖墩（接雲大街）開村。東南邊原有東邊涌入珠江（1976年被填平）。之後規模達到幾十戶，向官府申請加入圖甲，改名「永泰鄉陳公村」。宋朝後，陳公遷入冼村後，羅氏祖先羅達合住在冼村。陳姓氏族到清朝時無大增長，後氏族村搬至石牌墩。
到明朝中葉，冼村是陳、羅、古、邱、冼、盧、梁等幾個氏族聚居的大村，而因當時冼氏人最多，而陳姓氏族幾乎全部外遷，就將「陳公村」改名叫「冼村」。
文革期间，冼村曾短暂改名“红旗大队”。改革开放初期，冼村实行家庭联产承包责任制，发展多种经营，尤以养猪业发达，1981年全村私人大规模养猪，随后被媒体广为报道，更被号称“广东第一富村”。
1985年，广州市兴建天河体育中心，向冼村征地1,200余亩。1992年，珠江新城工程启动，本计划将征地范围内的村子全部搬走，后由于拆迁补偿等问题，冼村和猎德村在当时得以保留，但冼村的耕地至此已被全部征用，正式成为一个城中村。

### 改造

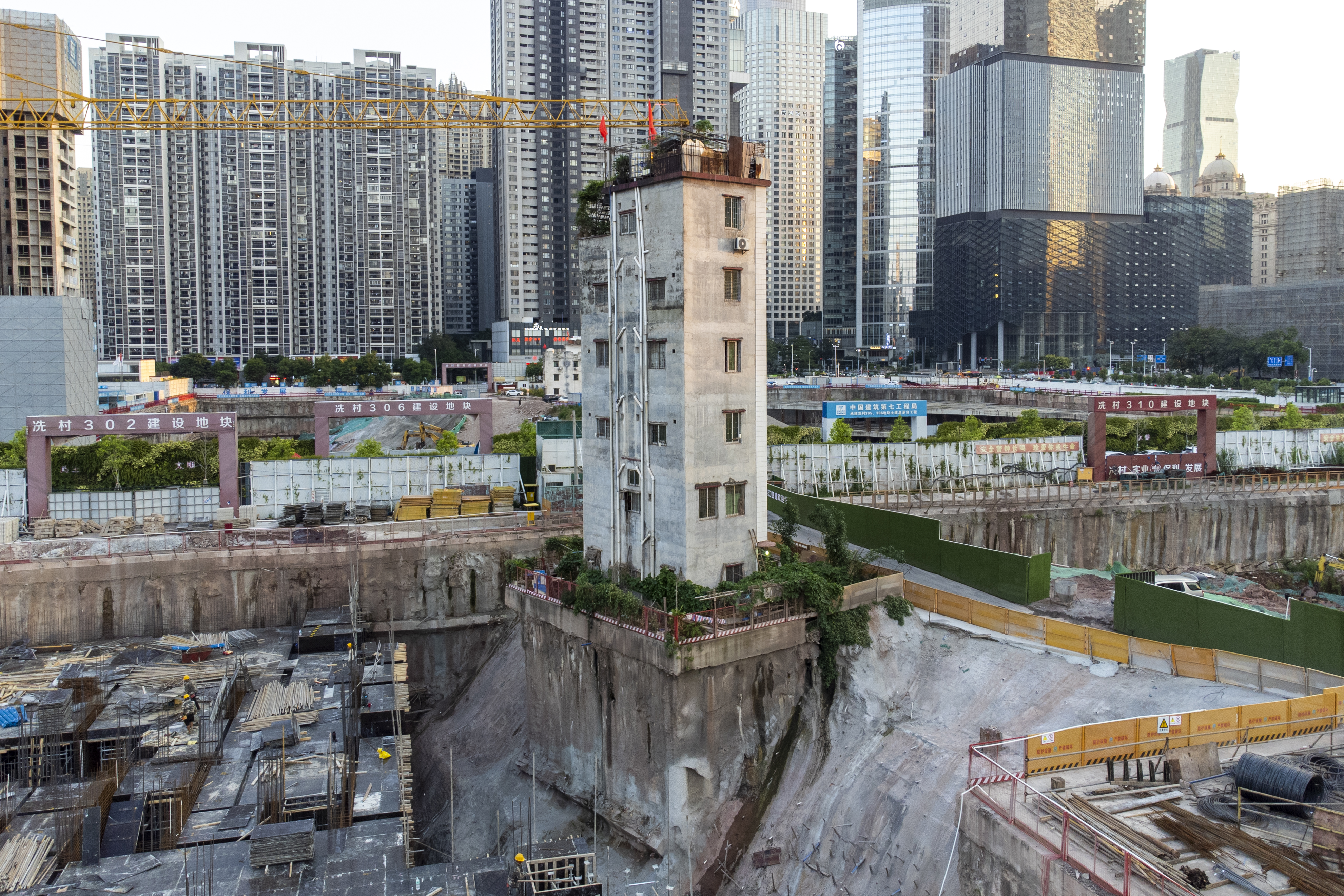
一栋未签约改造的旧楼（2022年9月）

2007年两会期间，广州市规划局宣布将全面改造猎德村、冼村、谭村、康乐村和杨箕村五个“城中村”。随后天河区表示，冼村改造将在猎德村改造启动后视情况启动。
2009年，冼村拆迁工作正式启动。2010年8月，当局为推进新光快速路北延线黄埔大道匝道的建设，清拆5,174平方米冼村集体物业，期间遇到部分村民阻拦。
2011年4月，因村民要求收回村集体物业，拒绝开发商参与旧改；加上国务院纠风办当初发出指示，要求坚决纠正违法违规征地拆迁问题，故冼村拆迁被叫停。同年12月，冼村集体经济组织举行股东代表大会集体表决该村城中村改造的合作企业，最终选中保利地產作为合作企业。
2015年3月，冼村首期回迁房开工。此后数年内，冼村改造工程陆续有项目开工，最早动工的首期回迁房也已有村民入住。截至2019年11月，全村签约率达92%。
然而，仍有部分村民不愿签约，成为“钉子户”。他们有的不满在股东大会上“被代表”；有的担心拆迁需上交宅基地证，但回迁房无房产证；亦有村民认为补偿款无法承受回迁前的租房成本。这些村民在自己楼顶插上红旗，表明自己未签约，低矮破旧的小楼与周围的高楼大厦形成强烈的对比。2019年11月，冼村股份合作经济联社发布公告，将扣除未签约村民的股份分红和村民福利待遇，必要时追究法律责任。2023年11月，冼村股份合作经济联社召开股东大会，会上表决通过收回冼村城中村改造范围内的集体土地使用权。2024年1月，前述收回措施获天河区政府批复同意。
2025年7月20日，冼村旧改范围内的1950栋村屋实现全部拆除。

### 改造腐败案
冼村拆迁，珠江新城崛起过程中，当地官员及开发商相互勾结，低价出售並轉讓，从中圖利，滋生了腐败行为。村民为此常年上访，要求“要拆村屋，先治村官”。
2013年3月，冼村党支部书记卢穗耕被免职，卢不久后外逃至澳大利亚。同年8月，冼村七名班子成员被调查，随后牵出了广州市原副市长曹鉴燎及其利益集团。2013年12月19日，广东省纪委宣布将曹鉴燎“双规”。
2014年7月，冼村七名村干部受审。大部分均为卢穗耕的家族成员。检方指控他们利用职务便利，在与开发商合作等事宜上收取贿赂。法院认定他们犯有“非国家工作人员受贿罪”，分别判处一年五个月到四年不等的有期徒刑。
2016年1月29日，曹鉴燎在深圳中院出庭受审。检方指控曹鉴燎接受9笔贿赂，共受贿7600多万元。9笔全部与地产商有关。案件审理持续1年，2017年广东省高级人民法院二审审理，维持一审裁定，曹被判无期徒刑，剥夺政治权利终身，并处罚金人民币250万元。

## 建築

### 祠堂
| 姓氏 | 名             | 堂號   | 主祀   | 位置          | 始建年代 | 重建年代   |
| ---- | -------------- | ------ | ------ | ------------- | -------- | ---------- |
| 冼   | 羅山冼公大宗祠 |        |        | 青龍大街30號  | 1765     | 1998       |
| 冼   | 北莊冼公祠     |        | 9世祖  | 東勝大街6號側 | 1765     | 1999       |
| 冼   | 子堂冼公祠     |        | 10世祖 |               |          |            |
| 冼   | 景耀冼公祠     |        |        |               |          |            |
| 盧   | 御南盧公祠     |        | 2世祖  | 范陽大街138號 |          | 1881、1999 |
| 盧   | 位南盧公祠     | 清慎堂 | 2世祖  | 范陽大街17號  | 1843     | 2005       |
| 盧   | 筠軒盧公祠     |        |        |               |          |            |
| 盧   | 肖林書舍       |        |        |               |          |            |
| 梁   | 覽清梁公祠     |        |        |               |          |            |

## 交通
- 广州巴士：冼村路北站、冼村站、猎德大道北站
- 广州地铁：冼村站

## 相关作品
- 2019年中国电影《风中有朵雨做的云》[21]